# Wolfgang Paul
Wolfgang Paul (n. 10 august 1913, Lorenzkirch⁠(d), Imperiul German – d. 7 decembrie 1993, Bonn, Germania) a fost un fizician german, laureat al Premiului Nobel pentru Fizică în 1989, împreună cu Hans Georg Dehmelt, pentru descoperirea metodei capcanei de ioni. Dehmelt și Paul au împărțit jumătate din premiul Nobel, cealaltă fiind acordată lui Norman Foster Ramsey.